# Rainer-Maria-Rilke-Straße 46

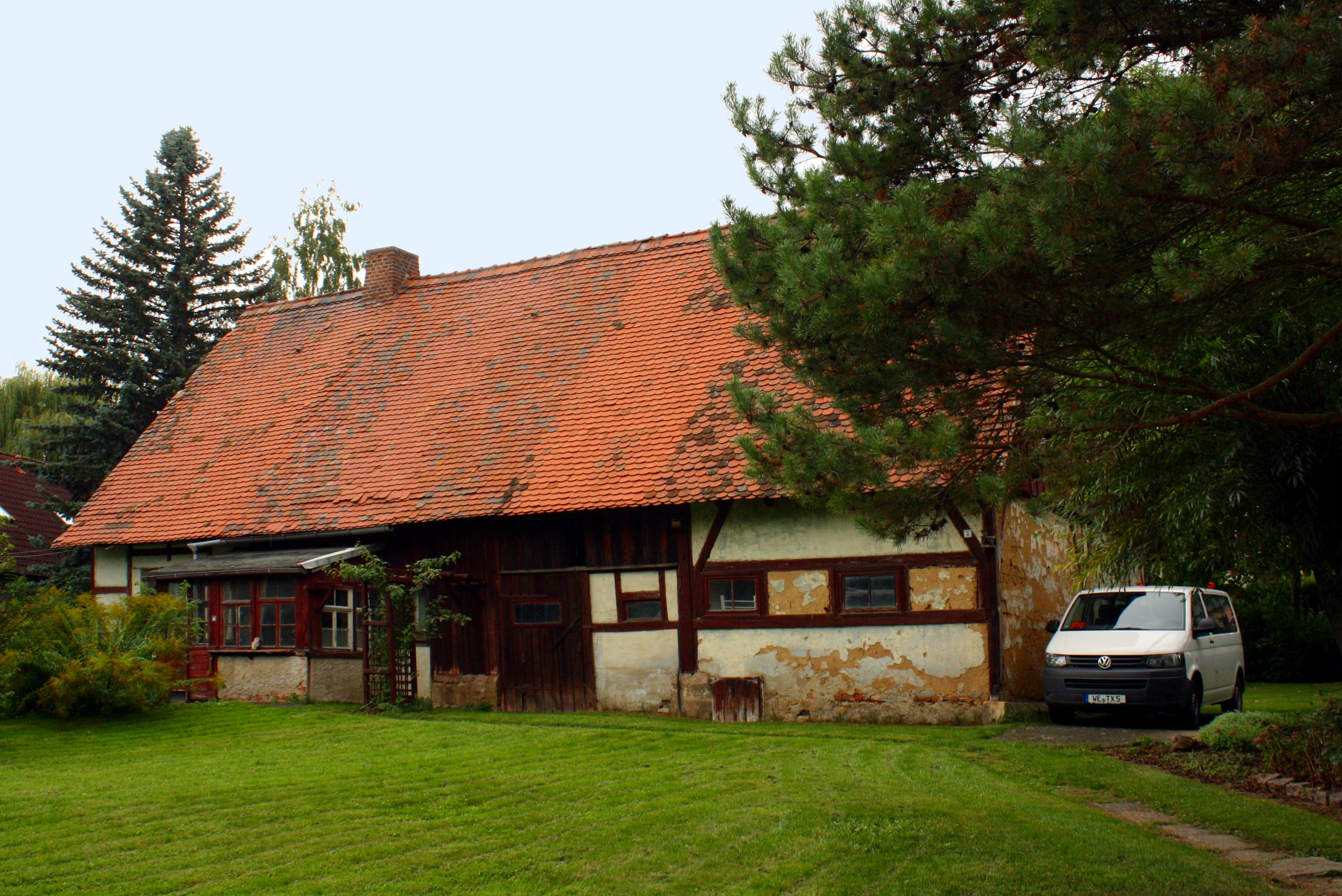
Rainer-Maria-Rilke-Straße 46

Das Gehöft Rainer-Maria-Rilke Straße 46 ist ein 1946/47 entstandenes Neubauernhaus in der Siedlung Neuehringsdorf in Weimar. Es ist denkmalgeschützt.
Das Neubauernhaus vom Typ „Halboffen“ war ein landwirtschaftlicher Versuchsbau des Landes Thüringen durch den Planungsverband der Hochschule für Baukunst und bildende Künste Weimar. Entworfen wurde der eingeschossige, teils unterkellerte Fachwerkbau in Lehmbauweise von Toni Müller. Als er errichtet wurde, befand er sich im unbebauten Gebiet Weimars. Mit dem Gebäude wurde das Ziel verfolgt, technische und funktionale Aspekte bei einem kleinlandwirtschaftlichen Wohn- und Nutzgebäude zu untersuchen. Die Entstehung des Gebäudes steht in ursächlichem Zusammenhang mit der Bodenreform.